# 田中隆荘
田中 隆荘（たなか りゅうそう、1925年8月20日 - 2008年7月14日）は、日本の生物学者。
広島県広島市出身。広島高等師範学校・広島文理科大学卒業後、広島大学理学部教授。理学部生物学科の植物形態学講座の研究を引っ張った。植物の染色体研究のほか、広島大学附属植物遺伝子保管研究施設では、植物の組織培養（クローン）の研究を行った。その後、1989年から1993年まで広島大学学長、広島市立大学初代学長となった。2000年、勲二等旭日重光章受章。
2008年7月14日午前1時43分、呼吸不全のため広島県東広島市の病院で死去。82歳没。